# Эхо (телекомпания)
Телекомпания «Эхо» (также Эхо-ТВ) — российская производящая телевизионная компания, которая не является вещателем.
Основным заказчиком продукции телекомпании «Эхо» являлась компания Overseas Media (RTVI) — канал, принадлежавший Владимиру Гусинскому. «Аверсис Медиа» использовала сюжеты в информационной программе «Сегодня в мире», выходившей на канале «НТВ-Интернешнл», затем  переименованном в RTVi.
Эхо-ТВ была основана в 2002 году после закрытия телекомпании ТВ-6. 
В дни захвата заложников в театральном центре на Дубровке 24 октября 2002 года продукция телекомпании (выпуски программ «Сейчас в России» и «Искренне Ваш») транслировалась на телеканале СТС.
В 2004 году телекомпанией был выпущен документальный фильм «Товарищ президент» — документальный фильм о приходе Владимира Путина к власти, гибели «Курска», деле НТВ и роли Путина в российских событиях начала 2000-х годов. Фильм является попыткой понять, почему в России в 2000 году президентом был избран до этого почти никому не известный человек, а в 2004 году он был переизбран на второй срок без какой-либо конкуренции. Авторами фильма были Василий Береза, Андрей Норкин и Павел Широв.
В 2006 году программа новостей «Эхо-ТВ» «Сейчас в России» вошла в тройку номинантов конкурса ТЭФИ, а Андрей Норкин получил награду Академии российского телевидения как лучший информационный ведущий.
В 2007—2008 годах в компании произошли массовые увольнения и смена некоторых руководителей.